# Em dic Harvey Milk
Em dic Harvey Milk (títol original en anglès: Milk) és una pel·lícula estatunidenca de 2008 dirigida per Gus Van Sant, i que ha estat doblada al català.

## Argument
Biografia de Harvey Milk, el primer polític obertament homosexual elegit per a un càrrec públic als Estats Units, el 1977. Va ser assassinat un any després.

## Repartiment
- Sean Penn: Harvey Milk
- Emile Hirsch: Cleve Jones
- James Franco: Scott Smith
- Josh Brolin: Dan White
- Victor Garber: Alcalde George Moscone
- Denis O'Hare: Senador John Briggs
- Diego Luna: Jack Lira
- Ashlee Temple: Dianne Feinstein
- Alison Pill: Anne Kronenberg
- Lucas Grabeel: Danny Nicoletta
- Stephen Spinella: Rick Stokes
- Joseph Cross: Dick Pabich
- Jeff Koons: Art Agnos

## Premis i nominacions

### Premis
- 2009: Oscar al millor actor per Sean Penn
- 2009: Oscar al millor guió original per Dustin Lance Black

### Nominacions
- 2009: Oscar a la millor pel·lícula
- 2009: Oscar al millor director per Gus Van Sant
- 2009: Oscar al millor actor secundari per Josh Brolin
- 2009: Oscar a la millor banda sonora per Danny Elfman
- 2009: Oscar al millor muntatge per Elliot Graham
- 2009: Oscar al millor vestuari per Danny Glicker
- 2009: Globus d'Or al millor actor dramàtic per Sean Penn
- 2009: BAFTA a la millor pel·lícula
- 2009: BAFTA al millor actor per Sean Penn
- 2009: BAFTA al millor guió original per Dustin Lance Black
- 2009: BAFTA al millor maquillatge per Steven E. Anderson i Michael White
- 2010: César a la millor pel·lícula estrangera
- 2010: Grammy al millor àlbum de banda sonora per pel·lícula, televisió o altre mitjà visual per Danny Elfman